# Хајмхаузен
Хајмхаузен (њем. Haimhausen) општина је у њемачкој савезној држави Баварска. Једно је од 17 општинских средишта округа Дахау. Према процјени из 2010. у општини је живјело 4.754 становника. Посједује регионалну шифру (AGS) 9174121.

## Географски и демографски подаци
Хајмхаузен се налази у савезној држави Баварска у округу Дахау. Општина се налази на надморској висини од 487 метара. Површина општине износи 26,8 km². У самом мјесту је, према процјени из 2010. године, живјело 4.754 становника. Просјечна густина становништва износи 177 становника/km².

## Међународна сарадња
| Мјесто | Држава   | Врста сарадње | Од    |
| ------ | -------- | ------------- | ----- |
| Чурго  | Мађарска | партнерство   | 2002. |
| Еген   | Италија  | партнерство   | 1974. |
| Извор  |          |               |       |